# Imrich Tobiáš
Imrich Tobiáš (* 10. března 1945) je bývalý slovenský fotbalista, útočník.

## Fotbalová kariéra
V československé lize hrál za ZVL Žilina. Nastoupil v 6 ligových utkáních. Gól v lize nedal.

## Ligová bilance
| Ročník                                   | Zápasy | Góly | Klub       |
| ---------------------------------------- | ------ | ---- | ---------- |
| 1. československá fotbalová liga 1969/70 | 6      | 0    | ZVL Žilina |
| CELKEM                                   | 6      | 0    |            |